# Régine Veronnet
Régine Marie Louise Veronnet (Digione, 15 novembre 1929) è un'ex schermitrice francese, vincitrice di tre medaglie d'argento ed una di bronzo ai campionati mondiali di scherma.